# Selokaton (Gondangrejo)
Selokaton is een bestuurslaag in het regentschap Karanganyar van de provincie Midden-Java, Indonesië. Selokaton telt 8794 inwoners (volkstelling 2010).